# Japonaiserie (Van Gogh)
Japonaiserie (tiếng Anh: Japanesery) là thuật ngữ mà họa sĩ Hậu-ấn tượng người Hà Lan Vincent van Gogh sử dụng để bày tỏ sự ảnh hưởng của nghệ thuật Nhật Bản.
Trước năm 1854, giao thương với Nhật Bản bị hạn chế đối do sự độc quyền của Hà Lan và hàng hóa Nhật Bản được nhập khẩu vào châu Âu phần lớn chỉ giới hạn trong các sản phẩm sứ và sơn mài. Công ước Kanagawa chấm dứt chính sách ngoại giao Nhật Bản 200 năm qua trung gian Sakoku và mở ra sự giao thương giữa Nhật Bản và phương Tây.
Các nghệ sĩ bao gồm Manet, Degas và Monet, tiếp theo là Van Gogh, bắt đầu thu thập các bản in gỗ giá rẻ được gọi là bản in ukiyo-e. Có một khoảng thời gian Vincent và em trai của ông là Theo cũng buôn bán các bản in này, và họ cuối cùng tích lũy được hàng trăm bản như vậy, bây giờ được đặt ở trong Bảo tàng Van Gogh, Amsterdam.

Trong một bức thư gửi Theo ngày ngày 5 tháng 6 năm 1888 Vincent nhận xét
Về việc ở miền Nam, ngay cả khi nó đắt hơn — Nhìn xem, chúng ta yêu bức tranh từ Nhật Bản, chúng ta đều nhận ảnh hưởng từ nó - tất cả các họa sĩ Ấn tượng đều có điểm này chung - [Vậy tại sao không đến Nhật Bản], nói cách khác, tương đương với Nhật Bản, phía nam? Vì vậy, anh tin rằng sau tất cả thì tương lai của nghệ thuật mới vẫn nằm ở phía nam.
Một tháng sau, ông viết,
Tất cả tác phẩm của anh đều dựa trên phần nào đó từ mỹ thuật Nhật Bản...

## Ảnh hưởng của mỹ thuật Nhật Bản đến Van Gogh
Mối quan tâm của Van Gogh đối với các bản in ukiyo-e Nhật Bản xuất phát từ thời gian của ông ở Antwerp khi ông đang đắm mình trong lý thuyết về màu sắc của Delacroix và ông đã sử dụng những bản in này để trang trí studio của mình.
De Goncourt từng nói rằng "Japonaiserie muôn năm!". Phải rồi, những bến cảng [tại Antwerp] này là một nơi với nét Japonaiserie kỳ vĩ, tuyệt vời, hiếm có, kỳ lạ... Ý anh là, những hình mẫu luôn luôn chuyển động, người ta thấy chúng trong những bối cảnh kỳ dị nhất, mọi thứ thật tuyệt vời và những tương phản thú vị luôn xuất hiện theo cách riêng của chúng.
Trong lần lưu trú tiếp theo của mình tại Paris, nơi mà chủ nghĩa Nhật Bản đang thịnh hành và ảnh hưởng đến tác phẩm của các họa sĩ Ấn tượng, ông bắt đầu thu thập các bản in ukiyo-e và cuối cùng còn bán chúng cho em trai Theo. Vào thời điểm đó, ông đã thực hiện ba bản sao của bản in ukiyo-e, tranh Du nữ và hai nghiên cứu dựa trên tranh của Hiroshige.
Van Gogh đã phát triển một ý niệm lý tưởng về các họa sĩ Nhật Bản. Ý niệm này đã dẫn dắt ông đến Nhà Vàng ở Arles và nỗ lực để tạo nên một địa hạt nghệ thuật không tưởng ở đó với Paul Gauguin.

Sự nhiệt tình của ông đối với nghệ thuật Nhật Bản sau đó được tiếp nhận bởi các họa sĩ Ấn tượng. Trong một bức thư vào tháng 7 năm 1888, ông đề cập đến các nhà Ấn tượng là "những người Pháp Nhật Bản". Tuy nhiên, ông vẫn cực kỳ ngưỡng mộ các kỹ thuật của các nghệ sĩ Nhật Bản, thư cho Theo vào tháng 9 năm 1888 viết:
Anh ghen tị với người Nhật Bản về tính rõ ràng mà mọi tác phẩm của họ đều có. Tác phẩm của họ không bao giờ chậm chạp, nhưng cũng không bao giờ được thực hiện quá vội vàng. Tranh của họ đơn giản như hơi thở, họ vẽ nên một hình mẫu chỉ với một vài nét chấm phá, nhẹ nhàng và đơn giản như thể chỉ là cài nút áo gi-lê vậy.
Việc buôn bán các bản in ukiyo-e của Van Gogh đã giúp ông tiếp xúc với Siegfried Bing, người nổi tiếng trong việc giới thiệu nghệ thuật Nhật Bản về phương Tây và sau đó trong sự phát triển của Art Nouveau.
Đặc điểm đặc trưng của tranh gỗ ukiyo-e là vẽ những vấn đề thường ngày, bố cục nổi bật, những đường nét táo bạo và quyết đoán, góc nhìn bất thường hoặc không có góc nhìn, màu được tô phẳng và đồng nhất, ánh sáng đồng nhất, không có kỹ thuật chiaroscuro (đối lập sáng-tối) và nhấn mạnh vào hoa văn trang trí. Ta có thể tìm thấy một hoặc nhiều đặc điểm trên trong các bức tranh của Vincent được vẽ từ thời kỳ Antwerp trở đi.